# Peziza
Peziza é um grande género de fungos de cálice saprófitas que crescem no solo, madeira em decomposição ou excremento. A maioria dos membros deste género são de comestibilidade desconhecida e são difíceis de identificar como espécies distintas sem recurso ao microscópio. É um género polifilético e estima-se que englobe mais de 100 espécies.

## Espécies
Entre as espécies neste género incluem-se:
- Peziza ampelina
- Peziza ampliata
- Peziza arvernensis
- Peziza badia
- Peziza cerea
- Peziza domiciliana
- Peziza echinospora
- Peziza granulosa
- Peziza micropus grupo
- Peziza ostracoderma
- Peziza petersii
- Peziza phyllogena
- Peziza praetervisa
- Peziza repanda
- Peziza succosa
- Peziza sylvestris
- Peziza varia
- Peziza vesiculosa
- Peziza violacea